# Jacques Nathan-Garamond
Jacques Nathan-Garamond (París, 26 de marzo de 1910-ibídem, 25 de febrero de 2001) fue un empresario, diseñador gráfico, ilustrador y pintor francés conocido ante todo por su pintura.

## Inicios
Nació Jacques Nathan y cambió su apellido durante la Segunda Guerra Mundial a Garamond, pasando a ser su apellido Nathan su segundo nombre. Estudió en la Escuela Nacional Superior de Artes Decorativas y fue director de Architecture d'Aujourd'hui antes de comenzar su carrera como diseñador.
Fue un artista gráfico, sus trabajos se desarrollan durante y después de la Segunda Guerra Mundial como diseñador gráfico, comenzó a trabajar en embalaje, diseño de libros, ilustraciones y diseño de catálogos. Una de sus obras más importantes fue el cartel de una Exposición sobre los derechos humanos de 1949 para la UNESCO y también en carteles y publicidad para marcas como Mazda, Ducretet-Thomson, Air France y Telefunken.
Fue cofundador de la Alliance Graphique Internationale (AGI) en 1952. En 1957 se le concedió una medalla de oro en la Trienal de Milán. En 1964 fue invitado a la documenta III (en el Departamento Gráfico) en Kassel. Fue profesor en la École Internationale y profesor de la Escuela Superior de graphiques artes Penninghen en París. Desde 1985 se ha dedicado principalmente a la pintura.